# Llista de fars del País Valencià
Aquests són els fars del País Valencià ordenats de nord a sud.
Informació actualitzada per un bot. Els canvis manuals es perdran quan s'actualitzi!
| Imatge | Far                          | Municipi             | Coordenades                                                             | Any        | Altura focal (m) | Altura (m) | Abast (mn) | Il·luminació                                         | Commons (més fotos)        | WD                            |
| ------ | ---------------------------- | -------------------- | ----------------------------------------------------------------------- | ---------- | ---------------- | ---------- | ---------- | ---------------------------------------------------- | -------------------------- | ----------------------------- |
|        | Far de Peníscola             | Peníscola            | 40° 21′ 30″ N, 0° 24′ 30″ E / 40.35833333°N,0.40833333°E                | 1899       | 56               | 11         | 23         | Fl(2+1) W 15s L 0 4 oc 2 6 L 0 4 oc 5 6 L 0 4 oc 5 6 | Peniscola lighthouse       | Modifica les dades a Wikidata |
|        | Far d'Irta                   | Alcalà de Xivert     | 40° 15′ 36″ N, 0° 18′ 13″ E / 40.26°N,0.30361111111111°E                |            | 33               | 28         | 14         | [(L 0 5 oc 2 0)3 veces]L 0 5 oc 10 0                 | Far d'Irta                 | Modifica les dades a Wikidata |
|        | far d'Orpesa                 | Orpesa               | 40° 05′ 00″ N, 0° 08′ 48″ E / 40.083333333333°N,0.14666666666667°E      | 1857       | 24               | 13         | 21         | L 0 3 oc 2 7 L 0 3 oc 2 7 L 0 3 oc 8 7               | Oropesa del Mar lighthouse | Modifica les dades a Wikidata |
|        | Far de Castelló              | Castelló de la Plana | 39° 58′ 07″ N, 0° 01′ 40″ E / 39.968617°N,0.027777°E                    | 1867       | 32               | 27         | 14         | L 0.3 oc 7.7                                         |                            | Modifica les dades a Wikidata |
|        | Far dels Columbrets          | Castelló de la Plana | 39° 53′ 44″ N, 0° 41′ 06″ E / 39.895555555556°N,0.685°E                 | 1859       | 85               | 20         | 21         | L 0 2 oc 2 5 L 0 2 oc 2 5 L 0 2 oc 8 1 L 0 2 oc 8 1  |                            | Modifica les dades a Wikidata |
|        | Far de Nules                 | Nules                | 39° 49′ 20″ N, 0° 06′ 47″ O / 39.822222222222°N,0.11305555555556°O      |            | 38               | 36         | 14         | L 6 5 oc 1 5 L 1 5 oc 1 5                            | Nules lighthouse           | Modifica les dades a Wikidata |
|        | Far de Canet                 | Canet d'en Berenguer | 39° 40′ 30″ N, 0° 12′ 30″ O / 39.675°N,0.20833333°O                     | 1900       | 33               | 30         | 20         | L 0 5 oc 2 0 L 0 5 oc 7 0                            | Faro de Cabo Canet         | Modifica les dades a Wikidata |
|        | far de València              | València             | 39° 27′ 18″ N, 0° 17′ 10″ O / 39.454896°N,0.28607°O                     | 2015       |                  | 32         | 25         |                                                      |                            | Modifica les dades a Wikidata |
|        | Far del Port de València     | València             | 39° 26′ 57″ N, 0° 18′ 08″ O / 39.449131°N,0.302244°O                    | 1905       |                  |            |            |                                                      |                            | Modifica les dades a Wikidata |
|        | Far de València              | València             | 39° 26′ 57″ N, 0° 18′ 08″ O / 39.4491°N,0.30223°O                       | 1909       | 30               | 22         | 20         | [(L 0 4 oc 1 8)3 veces]L 0 4 oc 6 3 L 0 4 oc 6 3     |                            | Modifica les dades a Wikidata |
|        | far de Cullera               | Cullera              | 39° 11′ 11″ N, 0° 13′ 01″ O / 39.186388888889°N,0.21694444444444°O      | 1858       | 28               | 16         | 19         | L 0 3 oc 3 7 L 0 3 oc 3 7 L 0 3 oc 11 7              | Faro de Cullera            | Modifica les dades a Wikidata |
|        | Far del Cap de Sant Antoni   | Xàbia                | 38° 48′ 06″ N, 0° 11′ 48″ E / 38.801666666667°N,0.19666666666667°E      | 1855       | 175              | 17         | 26         | [(L 0 2 oc 3 1)3 veces]L 0 2 oc 9 9                  | Far del cap de Sant Antoni | Modifica les dades a Wikidata |
|        | Far del Cap de la Nau        | Xàbia                | 38° 43′ 48″ N, 0° 14′ 06″ E / 38.73°N,0.235°E                           |            | 122              | 20         | 23         | Fl W 5s L 0 2 oc 4 8                                 | Far del cap de la Nau      | Modifica les dades a Wikidata |
|        | Far de l'Albir               | l'Alfàs del Pi       | 38° 33′ 48″ N, 0° 02′ 59″ O / 38.563333333333°N,0.049722222222222°O     | 1863-04-30 | 112              | 8          | 15         | L 1 5 oc 9 0 L 0 5 oc 3 0 L 1 0 oc 3 0 L 1 5 oc 9 0  | Far de l'Albir             | Modifica les dades a Wikidata |
|        | Farola del Cap de l'Horta    | Alacant              | 38° 21′ 11″ N, 0° 24′ 18″ O / 38.353099°N,0.405053°O                    | 1856       | 38               | 9          | 14         | [(L 1 oc 2)4 veces]L 1 oc 6                          | Cape of Huertas Lighthouse | Modifica les dades a Wikidata |
|        | antic far del port d'Alacant | Alacant              | 38° 20′ 15″ N, 0° 29′ 35″ O / 38.337465734220146°N,0.4930678165178491°O | 1912-09-01 |                  | 9          |            |                                                      |                            | Modifica les dades a Wikidata |
|        | Far de Santa Pola            | Santa Pola           | 38° 11′ 36″ N, 0° 31′ 42″ O / 38.193361111111°N,0.52836111111111°O      | 1858       | 152              | 15         | 16         | L 0.2 oc 2.6 L 0.2 oc 8.4 L 0.2 oc 8.4               |                            | Modifica les dades a Wikidata |